# François Malus
Pour les articles homonymes, voir Malus.
François Malus, né le 25 septembre 1737 à Paris où il est mort le 18 mai 1820, est un inspecteur en chef aux revues français de la Révolution et de l’Empire.

## Biographie
François Malus nait à Paris en septembre 1737 (baptisé le 25 septembre 1737 à Saint-Nicolas-des-Champs). Il est le fils de Jean Marie François Malus, seigneur de Vicogne, et de Marie Pierre Mabille.
Il épouse à La Madeleine (Nord) le 5 mars 1764 Jeanne Félicité Thérèse Vanderlinde (1745-1777). Elle est fille de Louis Joseph Vanderlinde, écuyer, seigneur de Vicogne, bourgeois de Lille, conseiller secrétaire du roi en la chancellerie près le Parlement de Flandres, et de Marie Barbe Bataille, dame d'Oudenhove. Félicité Thérèse nait à Lille en avril 1745 (baptisée le 11 avril 1745) et meurt à La Madeleine le 23 novembre 1777. Dont postérité
Il devient bourgeois de Lille par achat le 7 décembre 1764. Il est également chevalier.

## États de service
Le parcours de François Malus frappe par sa propension à traverser les régimes politiques successifs sans dommage apparent pour sa carrière sauf pendant la période de la Terreur, ce qui laisse supposer soit une habileté politique certaine, soit une personne affichant la neutralité politique pour s'attacher d'abord à bien remplir son devoir à la suite de ses différentes nominations, soit les deux.
Il entre en service le 29 mars 1761, comme commissaire ordinaire des guerres, et il exerce ces fonctions simultanément avec celles de procureur du roi du bureau des finances de Lille, par provision en date du 28 août 1765, qu’il conserve jusqu’en 1789, époque à laquelle il obtient cette dernière charge pour son fils ainé. Le 31 janvier 1782, il passe commissaire principal, puis commissaire ordonnateur le 30 juin 1786, et il est fait chevalier de Saint-Louis en 1787.
En 1788, il est attaché en qualité d’intendant au camp de Saint-Omer, commandé par le prince de Condé, et le 1er octobre 1791, il devient ordonnateur grand juge. Ordonnateur en chef le 20 octobre 1792, il sert à l’armée du Nord de 1792 à l’an IV. Sous le régime de la terreur, il subit trois arrestations et deux emprisonnements.  
De l’an V à l’an VII, il est employé dans les divisions territoriales, notamment dans la 17e (Paris), et il est nommé inspecteur aux revues (général de brigade) à la création de ce corps le 7 février 1800. Il est fait chevalier de la Légion d’honneur le 25 mars 1804, et officier de l’ordre le 15 janvier 1805. Affecté au comité central des revues jusqu’au 18 juillet 1806, il remplit plusieurs missions relatives à l’inspection et à l’organisation des troupes, et il est créé chevalier de l’Empire le 16 septembre 1808. Le 25 mai 1809, il préside le bureau central établi à Strasbourg pour la confection des revues de l’armée d’Allemagne, puis il exerce des fonctions analogues à Bayonne. Le 1er janvier 1811, il se voit chargé de la direction du bureau institué à Paris pour le service de l’armée d’Espagne, et le 1er mai 1812, l’Empereur lui confie la direction de l’apuration des comptes de cette armée et de celle d’Allemagne.
Il est créé baron de l’Empire le 25 mars 1813, et il est promu inspecteur en chef aux revues (général de division), le 2 septembre 1814. Le 28 janvier 1815, il est nommé président de la commission chargée d’examiner la comptabilité de l’hotêl royal des Invalides, et membre du grand conseil. Il est admis à la retraite le 1er février 1815. Le roi Louis XVIII, le fait commandeur de la Légion d’honneur le 10 février 1816. 
Pendant plus de huit ans, le baron Malus exerce gratuitement, les fonctions d’administrateur de l’hôpital royal des Quinze-Vingts, et de l’institut royal des sourds-muets.
Il meurt le 18 mai 1820, à Paris.

## Armoiries
| Armoiries | Nom du chevalier et blasonnement |
| --------- | --- |
|           | Chevalier François Malus et de l'Empire, lettres patentes du 16 septembre 1808. D'or, au pommier terrassé de sinople chargé de cinq pommes d'or, soutenu d'une champagne de gueules du tiers de l'écu et chargé du signe des chevaliers. Livrées : jaune, rouge, blanc et verd ; le verd dans les bordures seulement. |

| Figure | Nom du baron et blasonnement |
| ------ | --- |
|        | Armes du baron François Malus et de l'Empire, décret du 2 mars 1813, lettres patentes du 25 mars 1813, confirmées par ordonnance royale et lettres patentes le 16 décembre 1816. commandeur de la Légion d'honneur D'or au pommier de sinople ; chargé de cinq pommes du champ ; soutenu d'une champagne de gueules au signe des chevaliers légionnaires ; franc-quartier des barons tirés de l'armée, brochant au neuvième de l'écu. Livrées: les couleurs de l'écu, le verd en bordure seulement. |

## Sources
- A. Lievyns, Jean Maurice Verdot, Pierre Bégat, Fastes de la Légion-d'honneur, biographie de tous les décorés accompagnée de l'histoire législative et réglementaire de l'ordre, Tome 4, Bureau de l’administration, 1844, 640 p. (lire en ligne), p. 381.
- « Cote LH/1712/4 », base Léonore, ministère français de la Culture
- « La noblesse d’Empire » (consulté le 10 mai 2017)
- Vicomte Révérend, Armorial du premier empire, tome 3, Honoré Champion, libraire, Paris, 1897, p. 175.
- Léon Hennet, Etat militaire de France pour l’année 1793, Siège de la société, Paris, 1903, p. 43.
- Arthur Chuquet, Ordres et apostilles de Napoléon (1799-1815), paris, librairie ancienne Honoré Champion, 1911, p. 96